# Riguera Grossa
La Riguera Grossa, és un torrent afluent per l'esquerra del riu Negre. El seu recorregut transcorre íntegrament pel terme municipal de Clariana de Cardener (Solsonès).

## Perfil del seu curs
| Recorregut (en m.) | Altitud (en m.) | Pendent |
| ------------------ | --------------- | ------- |
| 0                  | 731             | -       |
| 250                | 720             | 4,4%    |
| 500                | 703             | 6,8%    |
| 750                | 663             | 16,0%   |
| 1.000              | 616             | 18,8%   |
| 1.193              | 558             | 30,1%   |

## Xarxa hidrogràfica
La Riguera Grossa no té cap afluent.